# أواصر
أواصر هي أول شركة مختصة في (توصيل أو تزويد) الانترنت ذات النطاق العريض الثابت في سلطنة عمان وهي ثالث شركة تحمل رخصة اتصالات مع عمانتل والشركة القطرية أوريدو. بدأت أواصر العمل في مارس 2015. أواصر شركة اتصالات عمانية بالكامل وتعمل حسب القواعد الموضوعة في الاستراتيجية الوطنية للنطاق العريض الثابت.

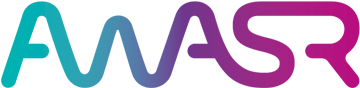
شعار شركة أواصر.

حصلت أواصر على رخصة الفئة الأولى في 2012 فعالة لمدة 25 سنة من قبل هيئة تنظيم الاتصالات لتقديم خدمات الاتصالات العامة في محافظة مسقط ولاحقاً تمتد لكافة مناطق السلطنة.
دُشنت أواصر في مارس 2015، وهي أول شبكة ألياف بصرية بحتة في البلاد للاتصالات المنزلية والأعمال التجارية عبر الإنترنت. يقع مقرها الرئيسي في العاصمة مسقط.
توسعت أواصر في حجمها وقوتها منذ أن حصلت على رخصة الفئة الأولى لتوفير خدمات الهاتف الثابت العام في سلطنة عمان.
خلال عام 2017، عززت شركة أواصر تواجدها المحلي من خلال جلب وجهات جديدة تحت نطاق تغطيتها، لتُكمل إستراتيجية عمان الوطنية للنطاق العريض. تهدف هذه الاستراتيجية إلى فتح آفاق أوسع لتغطية شبكة الهاتف الثابت في سلطنة عُمان.
وتتمثل أهدافه في ضمان حصول كل مقيم في البلد على النطاق العريض عالي السرعة وبأسعار معقولة ولجلب المجتمعات الريفية والنائية في إطاره. إن النمو المتسارع في «أواصر» يتناسب مع هذه المتطلبات المهمة.
تمتلك الشركة العمانية لتنمية الاستثمارات الوطنية (تنمية) على حصة 32% من الشركة، تستثمر «تنمية» في أواصر من خلال الجمع بين شراء الأسهم من المالكين الحاليين وزيادة رأس المال لتمويل مشاريع التطوير الجديدة.

## تاريخ أواصر
أسست أواصر في مارس  2016، أواصر هي أول من قدم شبكة الألياف البصرية في سلطنة عمان للمنازل والشركات. يقع المقر الرئيسي لأواصر في مسقط، العاصمة. توسعت أواصر بعد حصولها على رخصة الفئة الأولى لتوفير خدمات الهاتف الثابت عبر سلطنة عمان. في عام 2017. عززت شركة أواصر، التي تعد أول مزود لإطلاق منتج مستهلك السرعة بسرعة 1 جيجابيت / ثانية في السوق، تواجدها المحلي من خلال تغطية مناطق أوسع وإكمال إستراتيجية عُمان الوطنية للنطاق العريض الثابت. وتتمثل أهدافه في ضمان حصول كل مقيم في البلد على النطاق العريض عالي السرعة وبأسعار معقولة ولجلب المجتمعات الريفية والنائية في إطار متصل بمزود النطاق العريض الثابت، لذلك النمو المتسارع لأواصر " يتناسب مع هذه المتطلبات المهمة.
تمتلك الشركة الوطنية العمانية لتنمية الاستثمار حصة من أسهم أواصر قدرها 32٪. الشركة الوطنية للاستثمار تستثمر في أواصر من خلال شراء الأسهم من المالكيين الحاليين وزيادة رأس المال لتمويل مشاريع التطوير الجديدة.

## الجوائز
عرفت أواصر بأنها مقدم الخدمات الأسرع نموا، حيث حصلت على جائزة أسرع مزود للنطاق العريض الثابت في عمان سنة 2017 من قبل (أوكلا) الشركة المسؤولة عن فحص سرعة الإنترنت، ففي سبتمبر 2017 قامت شركة (أوكلا) UCLA التي مقرها الولايات المتحدة بتحديد أسرع الشبكات وتحليل أسرع إنترنت متاح في البلاد حسب متوسط سرعة التنزيل. Orixcom تقدم الشركة خدمات الاتصال الدولي، وخدمات تقنية المعلومات عبر منطقة الشرق الأوسط. وإفريقيا.

## الإدارة العليا

### أعضاء مجلس الإدارة
أعضاء مجلس إدارة «أواصر»:
- صاحب السمو السيد محمد بن أسعد بن طارق آل سعيد
- صاحب السمو السيد مهنأ بن أسعد بن طارق آل سعيد

### رئيس مجلس إدارة
- صاحب السمو السيد أسعد بن طارق بن تيمور آل سعيد

### نائب رئيس مجلس الإدارة
- صاحب السمو السيد تيمور بن أسعد بن طارق آل سعيد

### الرئيس التنفيذي للعمليات
- عبد المنعم بن محمد الفطيسي

## مناطق تغطية أواصر
- الغبرة
- الحيل
- الحمرية
- الخوض
- المعبيلة الشمالية
- المعبيلة الجنوبية
- المنومة
- الموالح
- القرم
- السيب
- الشرادي
- العذيبة
- الوادي الكبير
- الوطية
- دارسيت
- حي الصاروج
- مدينة الإعلام
- روي
- صناعية الوادي الكبير
- سور آل حديد
- وادي عدي
- وادي اللوامي
- العامرات
- الخوير

## الباقات المتوفرة من قبل شركة أواصر للإنترنت المنزلي

### باقة فايبرنت الأساسية[7]
تعتبر هذه الباقة الأرخص بين فئات الباقات التي توفرها الشركة، وهي تستهدف الغالبية العظمى من المستخدمين. تبلغ سرعة هذه الباقة 20 ميجابايت/الثانية. تكلفة الاشتراك في هذه الباقة سنة 2017 بلغت 29 ريالاً شهرياً.

### باقة فايبرنت بلس
تتميز بسرعة تحميل عالية وسرعة أكبر لرفع الملفات، بالإضافة إلى سلاسة في تدفق البيانات. تبلغ سرعة هذه الباقة 50 ميجابايت/الثانية. تكلفة الاشتراك في هذه الباقة سنة 2017 بلغت 50 ريالاً شهرياً.
تصف الشركة هذه الباقة بأنها الأمثل للإنترنت المنزلي
، وقد صُمِّمت للإستخدام المتعدد. تعتبر هذه الباقة ممتازة لتدفق بيانات أكثر سلاسة ولتشغيل الوسائط بعدة أجهزة، وكذلك لتحميل ورفع كم هائل من البيانات. تبلغ سرعة هذه الباقة 150 ميجابايت/الثانية. تكلفة الاشتراك في هذه الباقة سنة 2017 بلغت 70 ريالاً شهرياً.

### باقة فايبرنت التر
تعتبر هذه الباقة الأسرع على الإطلاق في السوق العماني. تتميز بأحدث تقنيات الألياف الضوئية للإنترنت المنزلي، وتعتبر مناسبة لممارسة الألعاب التفاعلية على الإنترنت، وكذلك للاستمتاع بمشاهدة مقاطع الفيديو ذات الجودة العالية بتقنية 4K. تبلغ سرعة هذه الباقة 1 جيجابايت/الثانية. تكلفة الاشتراك في هذه الباقة سنة 2017 بلغت 149 ريالاً شهرياً.

## الباقات المتوفرة من قبل شركة أواصر لإنترنت الأعمال

### باقة فايبرنت الأساسية[9]
تعتبر مناسبة للمشاريع الصغيرة والمتوسطة. تبلغ سرعة هذه الباقة 5 ميجابايت/الثانية. تكلفة الاشتراك في هذه الباقة سنة 2017 بلغت 50 ريالاً شهرياً.

### باقة فايبرنت الأساسية 2
تصفها الشركة بالخيار الأفضل للمشاريع الصغيرة والمتوسطة حيث تتميز بسرعات عالية لنجاح الأعمال. تبلغ سرعة هذه الباقة 10 ميجابايت/الثانية. تكلفة الاشتراك في هذه الباقة سنة 2017 بلغت 100 ريالاً شهرياً.

### باقة فايبرنت بلس
مناسبة للمشاريع المتوسطة حيث تتميز بسلاسة في تحميل كم كبير من البيانات، كما أنها ممتازة لتحميل البيانات أسرع لعدة مستخدمين. تبلغ سرعة هذه الباقة 30 ميجابايت/الثانية. تكلفة الاشتراك في هذه الباقة سنة 2017 بلغت 250 ريالاً شهرياً.
تعتبر خياراً متقدماً للمشاريع الصغيرة والمتوسطة حيث يمكن من خلالها تحميل ورفع كم هائل من البيانات، وتعتبر مناسبة جداً لتعدد المستخدمين والأجهزة. تبلغ سرعة هذه الباقة 70 ميجابايت/الثانية. تكلفة الاشتراك في هذه الباقة سنة 2017 بلغت 580 ريالاً شهرياً.

### باقة فايبرنت الترا
تصفها الشركة بالخيار الأمثل للمؤسسات المتوسطة والكبيرة، وهي أغلى باقة في سوق الاتصالات العماني. تتيح تحميل ورفع بيانات ضخمة جداً وتتمتع بقدرة فائقة على ربط العديد من المستخدمين والأجهزة بالإنترنت في نفس الوقت بكفاءة عالية. تبلغ سرعة هذه الباقة 120 ميجابايت/الثانية. تكلفة الاشتراك في هذه الباقة سنة 2017 بلغت 980 ريالاً شهرياً.